# Дворец Пиратини
Дворец Пиратини (порт. Palácio Piratini) — здание правительства бразильского штата Риу-Гранди-ду-Сул в Порту-Алегри. Расположен на площади Марешал-Деодору, известной больше как площадь Богоматери (порт. Praça da Matriz) в историческом центре Порту-Алегри. Дворец Пиратини — официальная резиденция губернаторов штата. С 1986 года дворец стал объектом исторического и художественного наследия штата, а в 2000 году был внесён в список Национального института исторического и художественного наследия.

## История

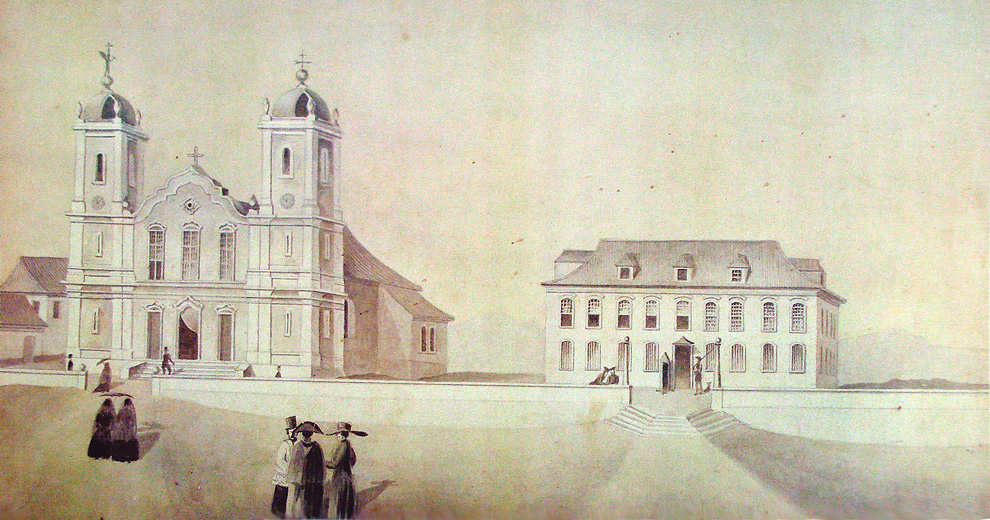
Старый губернаторский дворец (справа) рядом со старой церковью Богоматери (слева). Геррман Рудольф Вендрот (1852).

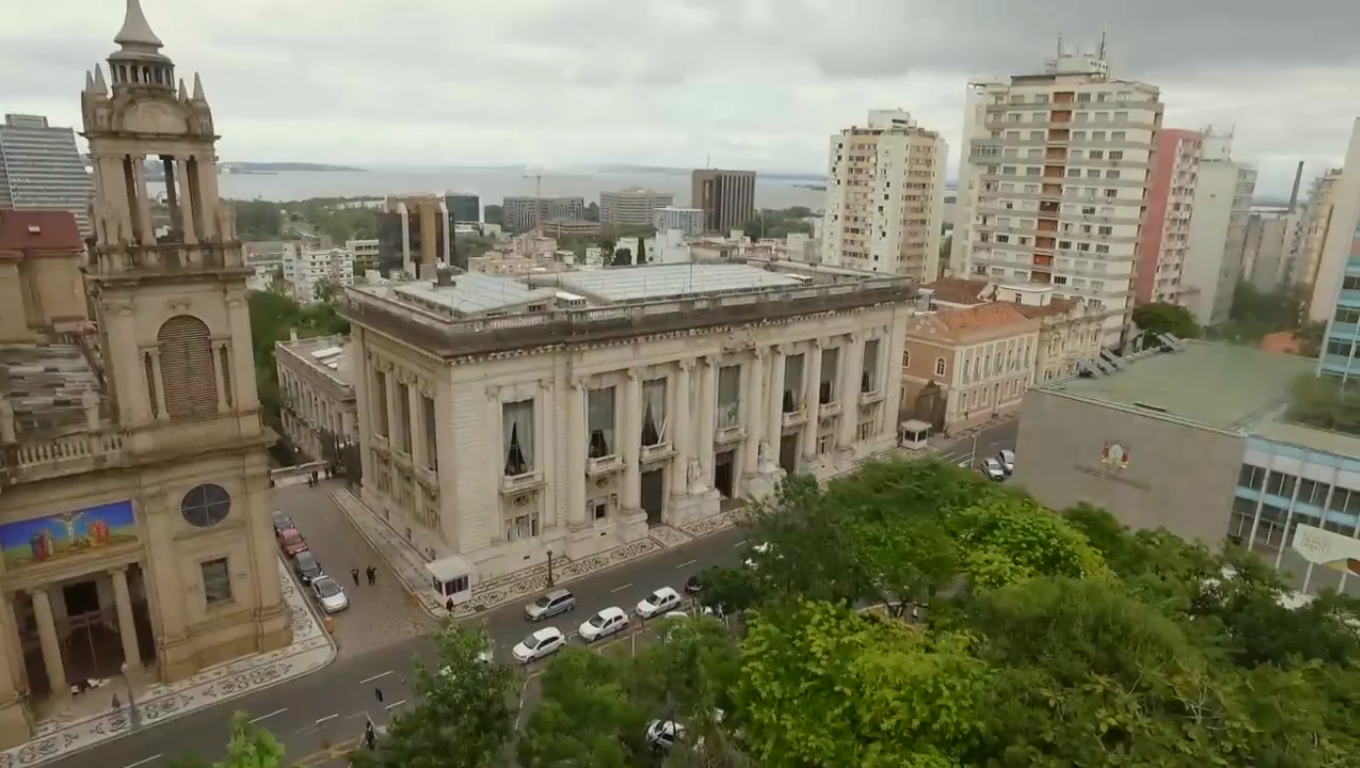
Панорама дворца

Дворец Пиратини был построен на месте Глиняного дворца (порт. Palácio de Barro), построенного в 1773 году. К концу XIX века старое здание обветшало и стало необходимо построить новый дворец для исполнительной власти штата. Строительство нового здания началось в 1896 году. Однако медленное строительство и недовольство проектом президента штата Карлоса Барбоза Гонсалвеша привели к решению поменять проект на другой более богатый, который сделал бы его «самым красивым и величественным общественным зданием в Бразилии». С этой целью правительство отправило делегацию в Париж в 1908 году для проведения международного конкурса на новый проект.
В 1909 годубыл принят проект французского архитектора Мориса Гра. Работа началась 20 сентября 1909 года, когда был заложен второй краеугольный камень дворца. По многим причинам работы продвигались медленно, ускорившись только в начале 1920-х годов.
16 мая 1921 года здание можно было занять, но без официального открытия и частично, поскольку жилые крылья, дворцовые залы и сады всё ещё не были достроены. Только в 1970-х годах дворец был объявлен завершённым, хотя мелкие работы продолжались, а в некоторых построенных частях уже возникла необходимость в реставрационных работах.
В 1955 году указом губернатора Ильдо Менегетти зданию было дано официальное название Дворец Пиратини в честь первой столицы Республики Риу-Гранди, известной также как Республика Пиратини и существовавшей в 1836—1845 годы во время революции Фарропилья.

### Попытка бомбардировки дворца
Одним из самых примечательных событий в истории здания был приказ о бомбардировке дворца Пиратини во время правления лево-радикального губернатора штата Леонела Бризолы, когда в 1961 году в период острого политического кризиса в стране в рамках кампании за законность федеральное правительство отдало указ о бомбардировке дворца. Однако солдаты на авиабазе Каноас не выполнили приказ. В то время около 30 тысяч человек разбили лагерь перед Пиратини, требуя инаугурации Жуана Гуларта в качестве президента Бразилии.

## Архитектура

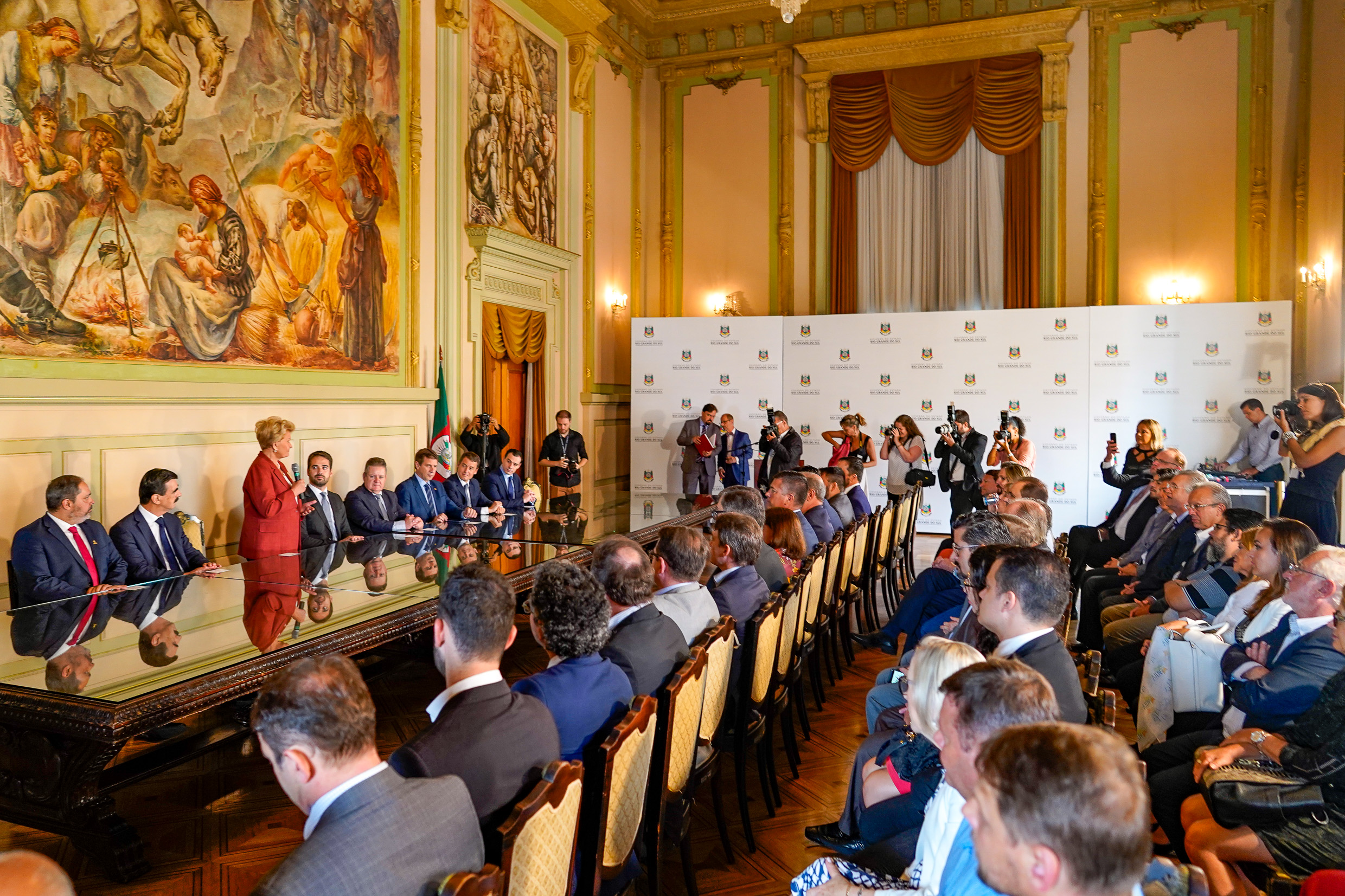
Зал Альберто Пасквалини

В архитектуре дворца доминирует неоклассический стиль. На фасаде выделяются две скульптуры, представляющие Сельское хозяйство и Промышленность французского скульптира Поля Ландовски, создателя статуи Христа-Искупителя. В главном вестибюле и в кабинете губернатора находятся две работы скульптора Антонио Каринги: бюст Жетулиу Варгаса и О Ласадор (работа, символизирующая город Порту-Алегри). Роскошная французская мраморная лестница ведёт в кабинет губернатора, где есть несколько раритетов: старый позолоченный телефон, подарок телефонной компании Боржесу де Медейросу, и ковёр площадью 42 м² 1930 года.
В залах Негриньо ду Пасторейо и Альберто Паскуалини люстры являются копиями люстр Версальского дворца. Фрески итальянского художника Альдо Локателли иллюстрируют эпизоды из истории штата Риу-Гранди-ду-Сул. Часть мебели была изготовлена заключёнными бывшего исправительного дома Порту-Алегри, а подоконники и плинтусы были высечены из каррарского мрамора. Искусство Поля Ландовски также представлено во внутреннем дворе, со скульптурной группой A Primavera. В саду есть фонтан с египетской тематикой и скульптура Негриньо ду Пасторейо работы Васко Прадо. В 1971 году на внешней территории был построен креольский сарай для демонстрации традиционной кухни и культуры гаучо.

## Галерея

Внешний вид и интерьер Дворца Пиратини
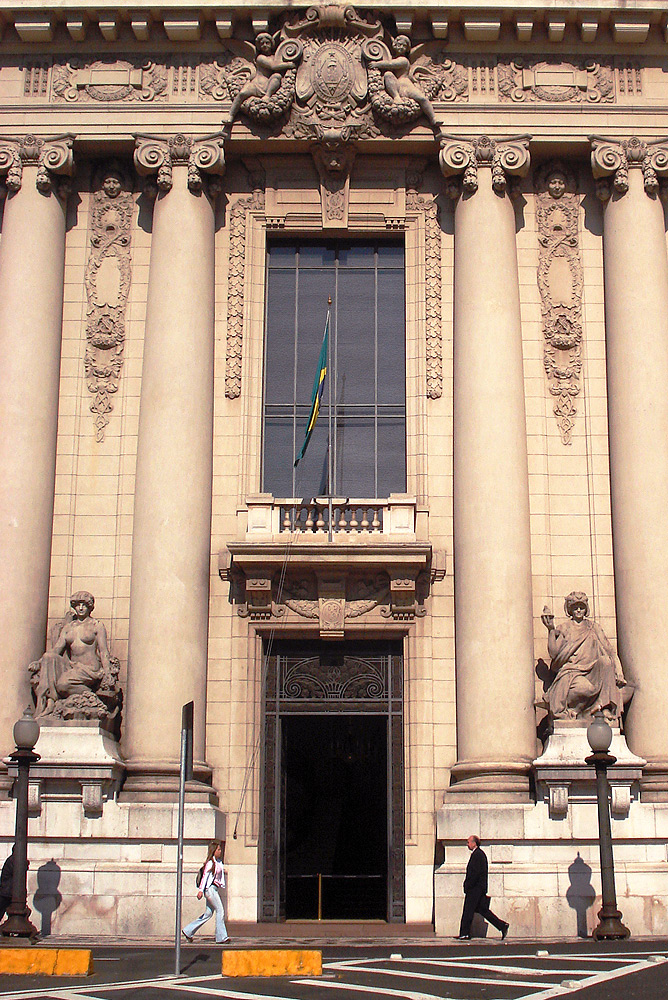
Главный вход
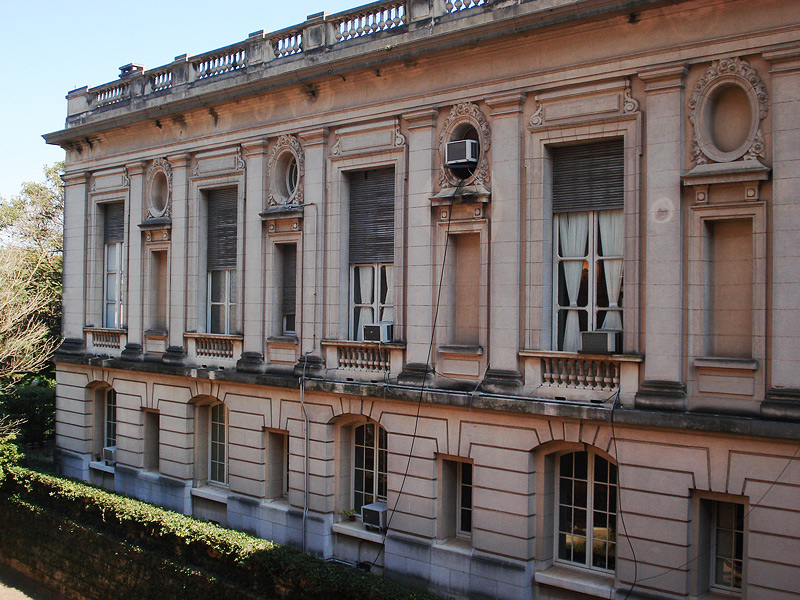
Южное крыло
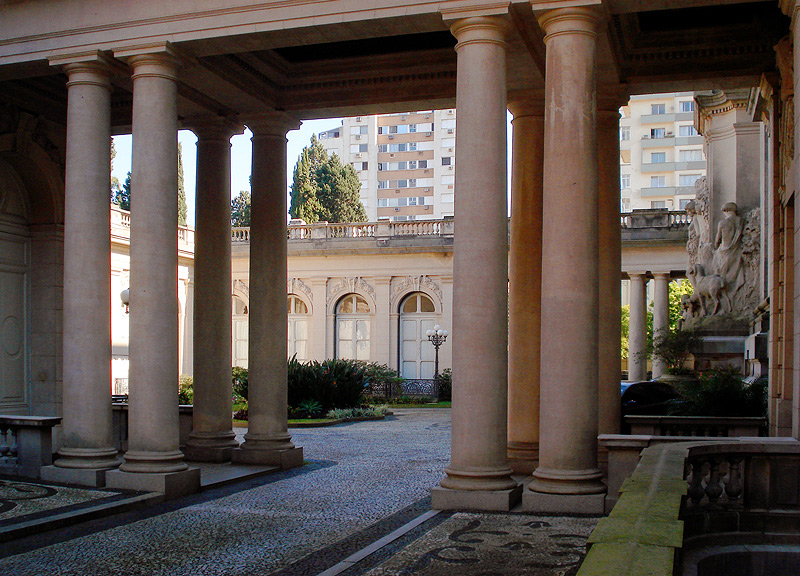
Внутренний двор
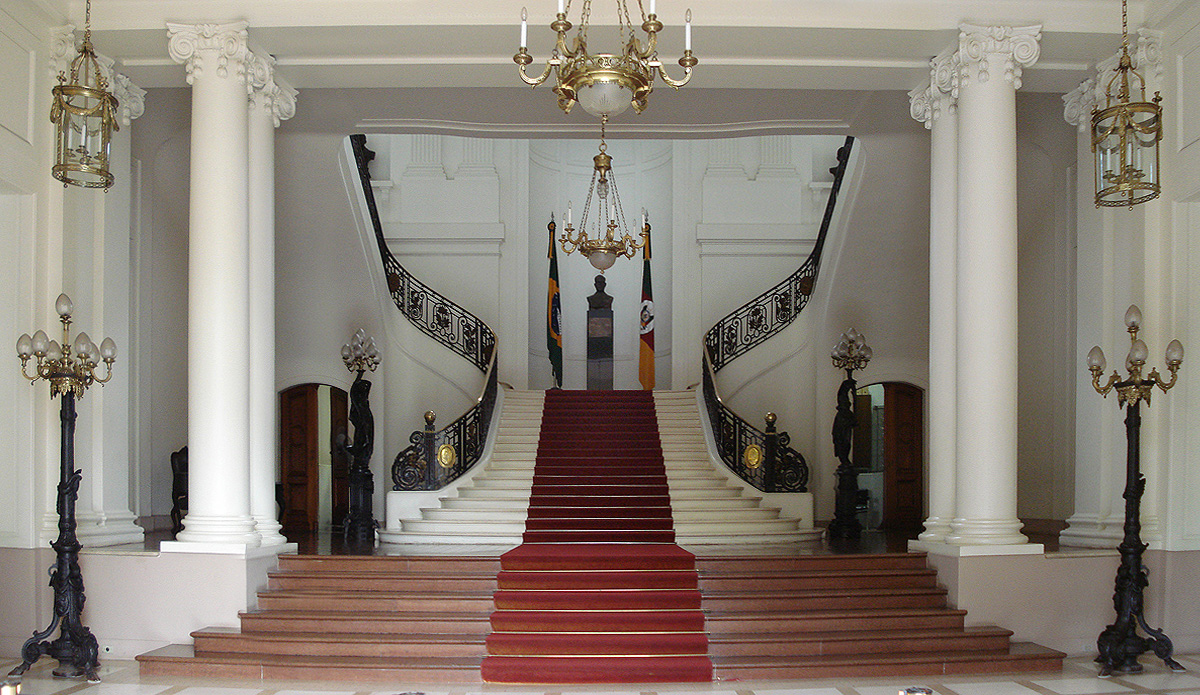
Главная лестница
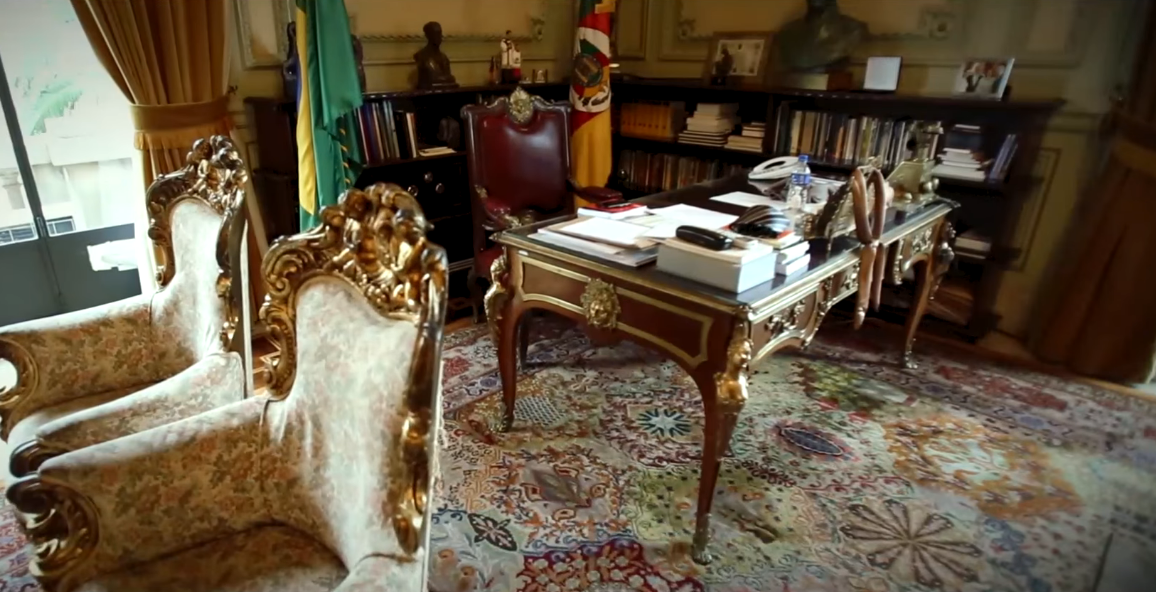
Кабинет губернатора